# Ailhon

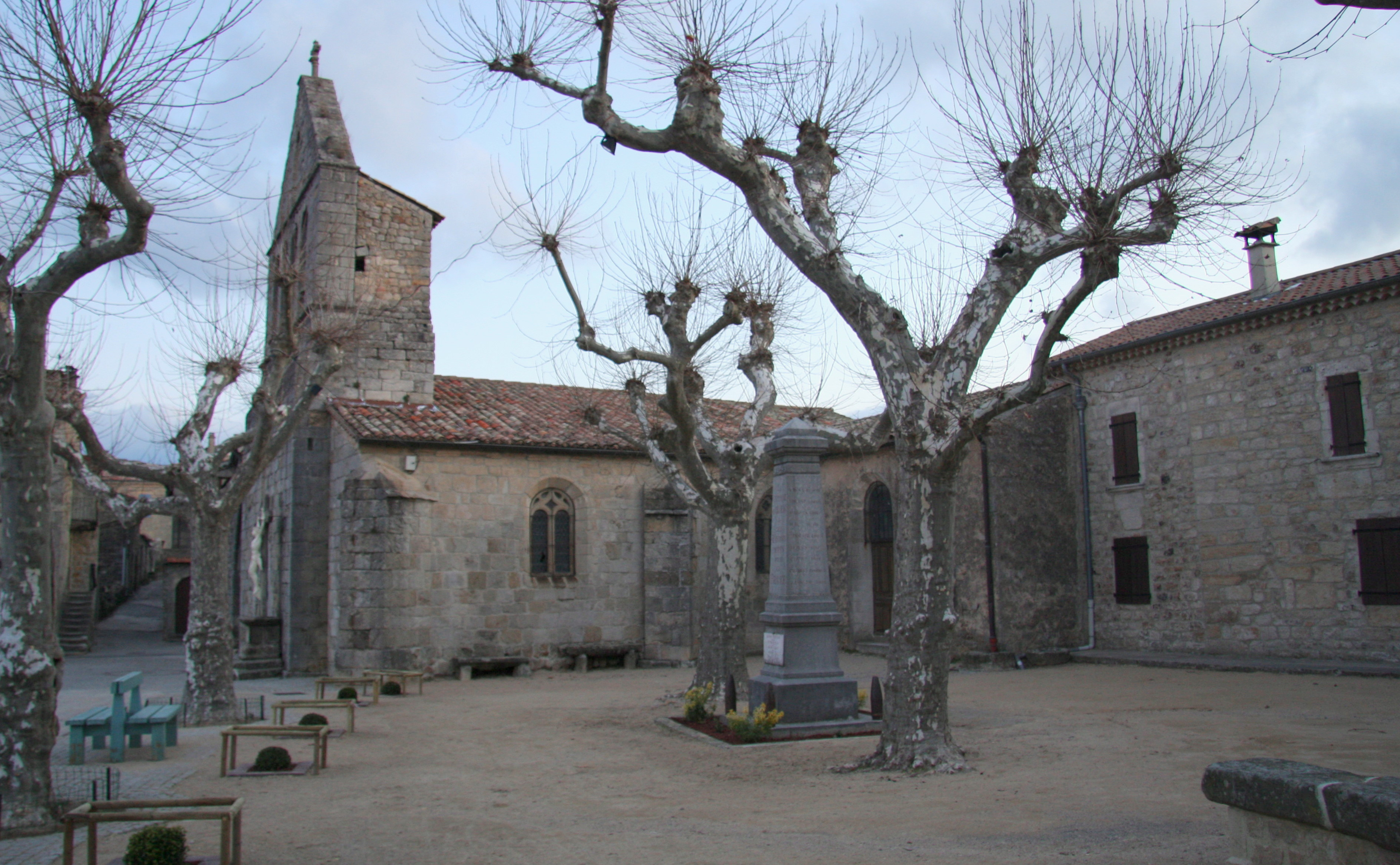
Kościół św. Andrzeja (2009)

Ailhon – miejscowość i gmina we Francji, w regionie Owernia-Rodan-Alpy, w departamencie Ardèche.
Według danych na rok 1990 gminę zamieszkiwało 290 osób, a gęstość zaludnienia wynosiła 37 osób/km² (wśród 2880 gmin regionu Rodan-Alpy Ailhon plasuje się na 1339. miejscu pod względem liczby ludności, natomiast pod względem powierzchni na miejscu 1292.).